# 구보타 도모유키
구보타 도모유키(일본어: 久保田 智之, 1981년 1월 30일 ~ )는 일본의 전 프로 야구 선수이자 야구 지도자이다. 현재 센트럴 리그 한신 타이거스의 2군 투수 코치이다.

## 인물

### 프로 입단 전
사이타마현 히키군 요시미정 출신으로 초등학교 3학년 때부터 야구를 시작해 초등학교 5학년 시절 가을에 신팀에서 주전 선수가 되어 주로 5번·포수로서 활약했다. 그 후 스스로도 활약할 수 있을 것이라고 진학한 사이타마 현립 나메가와소고우 고등학교에서도 포수를 맡고 있었지만 감독에게 투수로 뛰게 해달라고 자청하는 등 감독이 연습 중에 ‘토네이도 투구법’으로 던지고 있었던 것을 흉내내 투수도 겸임하게 되었다. 이 때에 노모 히데오를 참고로 한 것은 일절 없었다고 말했다.
고교 3학년 때인 1998년에 주전 포수·4번 타자·팀내 두 번째 투수로서 제80회 전국 고등학교 야구 선수권 대회에 나메가와소고우 고등학교로서는 최초로 대회 출전을 완수했다. 1차전인 돗토리 현립 사카이고등학교와의 경기에서는 7회에 구원 투수로 등판해 등번호 2번을 타자에게 보여주는 투구방법을 시도해 다음 날의 주요 스포츠 신문에서는 ‘나메가와의 대마신’(滑川の大魔神), ‘토네이도 구보타’(トルネード久保田)라는 제목의 기사가 실리기도 했다. 3차전에서는 구보 야스토모가 이끄는 간사이 대학 제1 고등학교에게 패했지만 총 3경기에서 6이닝을 던져 무실점으로 호투했다.
고교 졸업 후 도키와 대학에 진학하면서 본격적으로 투수로 활약해 2학년부터 주전 선수가 되었고 3학년 때 도카이 대학과의 연습 경기에서 153 km/h의 강속구를 기록하는 등 프로 야구 구단들로부터 세간의 주목을 받게 되었다. 2002년 봄에는 요미우리 자이언츠의 캠프에 초대 선수로서 참가했고, 대학에서는 동기인 오노데라 지카라와 함께 활약했지만 리그 경기에서의 우승은 없었고 전국 대회와 국제 대회에도 인연이 없었다. 같은 해 가을에 있은 프로 야구 드래프트 회의에서 한신 타이거스로부터 5순위로 지명받아 입단했다.

### 프로 입단 후

#### 2003년
프로 입단 직후에 가진 신인 합동 자주 트레이닝에 체중이 초과된 상태에서 참가하였지만 갑작스럽게 80만엔의 벌금을 부과받아 “활약을 해서 배 이상으로 되찾겠다”라고 발언해 화제가 되었다. 이듬해인 2003년 5월 11일에는 데뷔 후 처음으로 등판해 5월 24일의 야쿠르트 스왈로스전에서 후쿠하라 시노부의 구단 최고 속도 기록을 경신한 156 km/h를 기록했다. 6월 1일의 요미우리전에서 데뷔 첫 선발로 등판해 선발 투수와 중간 계투를 겸임했지만 팀이 리그 우승을 결정하기 직전에 부진을 겪는 등 일본 시리즈에서는 등판할 기회가 없었다.

#### 2004년
시즌 개막 초에는 선발로서 기용되었지만 재차 부진하는 등 1군 복귀 후에는 중간 계투로 활약을 하고 있었지만 제프 윌리엄스, 안도 유야의 아테네 올림픽 대표팀 소집이나 제러드 리건의 부상 이탈에 따른 중간 계투로 전향했다.

#### 2005년
이듬해에는 윌리엄스, 후지카와 규지와 함께 일명 JFK로 불리는 중간 계투 트리오를 형성했다. 팀이 리그 우승을 결정한 9월 29일 요미우리전에서는 우승을 결정짓는 투수가 되었다. 같은 해 자신의 구단 최고 속도 기록을 경신하는 157 km/h를 기록했다. 그러나 구원 투수로서는 약간의 안정감이 부족하고 주자를 내보내서는 가까스로 막아내는 일도 많았다.

#### 2006년
그 해 월드 베이스볼 클래식 직전에 부상 당한 구로다 히로키의 대체 선수로서 일본 대표팀 선수로 발탁되어 구로다가 등판할 예정이었던 등번호 15번으로 등록되었지만 등판할 기회는 없었다. 이후 6월 21일에 유모차에서 떨어질 뻔한 자기 딸을 감싸안으며 오른쪽 손등을 땅바닥에 심하게 부딪치는 등 골절상을 입어 전력에서 이탈당했다. 이 행동은 팬들 뿐만 아니라 후지카와 등 동료 선수들부터 “아버지로서의 당연한 행동”이라는 평가를 받았지만 구단 시니어 디렉터인 호시노 센이치는 “자신의 장사 도구인 손을 소중히 여기지 않고 있다”라고 비판했다. 시즌 후반에는 복귀했지만 기대 이하의 부진하는 모습이 눈에 띄면서 장기적인 이탈이 있었음에도 불구하고 7패를 기록했다.

#### 2007년
후지카와가 마무리 투수를 맡으면서 자신은 두 번째 투수로서 기용되었다. 선발 투수진의 부진도 있어 시즌을 통해 완전 가동하는 등 90경기에 등판하여 시즌 최다 등판 수의 일본 기록을 경신했다. 그 외에도 평균자책점 1.75, 각각 일본 타이기록이 되는 시즌 46홀드, 일본 신기록인 홀드 55포인트를 기록했다. 시모야나기 쓰요시가 기록한 10승에 뒤를 잇는 팀내 2위인 9승을 올렸을 뿐만 아니라 중간 계투 투수이면서 팀내 2위, 리그 22위의 투구 이닝(108이닝)을 기록해 리그 15위의 탈삼진(101개)을 기록하는 등 프로 데뷔 후 최고의 성적을 남겨 프로 데뷔 최초의 타이틀이 되는 최우수 중간 계투 투수를 차지했다. 올스타전에서도 감독 추천으로 첫 출전하면서 7월 20일의 1차전에 등판하여 1회를 삼자 범퇴해 승리 투수가 되었다.

#### 2008년
전년도에 등판하는 것이 많아지면서 같은 해 연장전을 포함시키면 1경기에서의 4회를 던지는 영향 때문인지 평균자책점이 배 가깝게 악화되었다. 특히 시즌 종반에는 불안정한 투구 플레이가 계속되면서 스캇 애치슨이 두 번째 투수가 되었다. 이후의 올스타전에서는 팬 투표로 선정되어 올스타전에서의 통산 두 번째로 출전했다. 1차전에서는 9회말에 등판했지만 상대 타자인 야마사키 다케시에게 끝내기 안타를 허용하는 등 4안타 2실점을 기록하며 패전 투수가 되었다. 같은 해 12개 구단 중 최다인 69경기 85와 1/3이닝에 등판하여 홀드 37 포인트를 올리는 등 2년 연속 최우수 중간 계투 투수로 선정되었지만 12월 22일의 재계약과 관련해서는 1,000만 엔(추정)이 삭감되었다.

#### 2009년
본인의 희망과 감독으로 취임한 마유미 아키노부의 의향도 있어 선발로 전향할 예정이었지만 훈련 도중 어깨 부상을 당해 전력이 이탈되었다. 7월 16일의 1군 복귀 무대인 주니치 드래건스전에서는 5년 만에 선발로 등판했지만 3회 도중 4실점하며 강판 당해 다음날인 7월 17일부로 2군에 강등 당한 이후에는 한 번도 1군으로의 등판하는 일이 없이 시즌을 마감했다.

#### 2010년
다시 중간 계투로 돌아와 후지카와에게 연결하는 역할을 담당했다. 여기저기에서 불안정한 투구가 나오기도 했었지만 후반기에 들어서면서 안정된 활약을 보여주었다.

#### 2011년
시즌 내내 성적 부진에 시달려 구원 투수로서의 역할을 완수하지 못하는 등 1군에서는 23경기에만 출전했고 시즌 대부분을 2군에서 보냈다.

#### 2012년
스트레이트의 구속이 130 km/h대에까지 떨어질 정도로 극심한 부진에 시달리면서 곧바로 2군에 내려갔고 그대로 시즌을 마쳤다.

## 플레이 스타일
고교 시절보다도 비틀기가 적은 토네이도 기색의 오버스로로부터 최고속 157 km/h, 상시 150 km/h전후의 강속구, 호조 때에는 140 km/h를 넘기도 하는 종횡 2종류의 슬라이더, 포크볼을 축으로 커브와 체인지업도 섞는다. 마운드상에서는 기본적으로 포커페이스를 유지하고 있어 9회까지 계속 투구할 정도의 연투를 하는 장면도 많이 볼 수 있는 특징을 지니고 있다.

## 상세 정보

### 출신 학교
- 사이타마 현립 나메가와소고우 고등학교
- 도키와 대학

### 선수 경력
프로팀 경력
- 한신 타이거스(2003년 ~ 2014년)

국가 대표 경력
- 월드 베이스볼 클래식 일본 국가대표팀(2006년)

### 지도자 경력
- 한신 타이거스 2군 투수 코치(2021년 ~ )

### 수상·타이틀 경력
- 최우수 중간 계투 투수 : 2회(2007년, 2008년)

### 개인 기록

#### 투수 기록
- 첫 등판 : 2003년 5월 11일, 대 요코하마 베이스타스 9차전(요코하마 스타디움), 9회말에 3번째 투수로서 구원 등판·마무리, 1이닝 무실점
- 첫 탈삼진 : 상동, 9회말에 후루키 가쓰아키로부터
- 첫 선발 : 2003년 6월 1일, 대 요미우리 자이언츠 12차전(도쿄 돔), 6이닝 1실점
- 첫 승리 : 2003년 6월 15일, 대 요미우리 자이언츠 14차전(한신 고시엔 구장), 10회초에 3번째 투수로서 구원 등판·마무리, 1이닝 무실점
- 첫 선발 승리 : 2003년 7월 30일, 대 요코하마 베이스타스 19차전(한신 고시엔 구장), 6과 2/3이닝 2실점
- 첫 완투 승리 : 2004년 5월 4일, 대 히로시마 도요 카프 4차전(히로시마 시민 구장), 9이닝 1실점
- 첫 세이브 : 2004년 8월 28일, 대 히로시마 도요 카프 22차전(한신 고시엔 구장), 8회초에 2번째 투수로서 구원 등판·마무리, 2이닝 무실점
- 첫 홀드 : 2005년 6월 5일, 대 지바 롯데 마린스 6차전(한신 고시엔 구장), 9회초에 2번째 투수로서 구원 등판, 3이닝 무실점

#### 타격 기록
- 첫 안타 : 2003년 8월 12일, 대 요코하마 베이스타스 21차전(삿포로 돔), 2회초에 크리스 홀트로부터 중전 안타
- 첫 타점 : 2004년 5월 4일, 대 히로시마 도요 카프 4차전(히로시마 시민 구장), 2회초에 오타케 간으로부터 중전 적시타

#### 기타
- 시즌 최다 등판 기록 : 90경기(2007년)

### 등번호
- 30(2003년 ~ 2014년)
- 90(2021년 ~ )

### 연도별 투수 성적
| 연 도       | 소 속       | 등 판 | 선 발 | 완 투 | 완 봉 | 무 4 구 | 승 리 | 패 전 | 세 이 브 | 홀 드 | 승 률 | 타 자 | 이 닝 | 피 안 타 | 피 홈 런 | 볼 넷 | 고 4 | 몸 맞 | 탈 삼 진 | 폭 투 | 보 크 | 실 점 | 자 책 점 | 평 자 책 | W H I P |
| ----------- | ----------- | ----- | ----- | ----- | ----- | ------- | ----- | ----- | -------- | ----- | ----- | ----- | ----- | -------- | -------- | ----- | ---- | ----- | -------- | ----- | ----- | ----- | -------- | -------- | ------- |
| 2003년      | 한신        | 26    | 10    | 0     | 0     | 0       | 5     | 5     | 0        | --    | .500  | 383   | 89.1  | 89       | 5        | 27    | 2    | 6     | 100      | 2     | 0     | 35    | 31       | 3.12     | 1.30    |
| 2004년      | 한신        | 28    | 6     | 1     | 0     | 1       | 4     | 4     | 4        | --    | .500  | 298   | 69.0  | 71       | 10       | 19    | 2    | 1     | 69       | 2     | 0     | 33    | 31       | 4.04     | 1.30    |
| 2005년      | 한신        | 68    | 0     | 0     | 0     | 0       | 5     | 4     | 27       | 3     | .556  | 330   | 80.2  | 73       | 8        | 15    | 2    | 2     | 97       | 5     | 0     | 20    | 19       | 2.12     | 1.09    |
| 2006년      | 한신        | 47    | 0     | 0     | 0     | 0       | 5     | 7     | 16       | 2     | .417  | 221   | 50.0  | 58       | 4        | 19    | 1    | 1     | 57       | 5     | 0     | 26    | 22       | 3.96     | 1.54    |
| 2007년      | 한신        | 90    | 0     | 0     | 0     | 0       | 9     | 3     | 0        | 46    | .750  | 448   | 108.0 | 97       | 6        | 32    | 2    | 0     | 101      | 4     | 0     | 26    | 21       | 1.75     | 1.19    |
| 2008년      | 한신        | 69    | 0     | 0     | 0     | 0       | 6     | 3     | 0        | 31    | .667  | 373   | 85.1  | 87       | 8        | 34    | 2    | 2     | 75       | 8     | 0     | 34    | 30       | 3.16     | 1.42    |
| 2009년      | 한신        | 1     | 1     | 0     | 0     | 0       | 0     | 1     | 0        | 0     | .000  | 15    | 2.1   | 7        | 0        | 2     | 0    | 0     | 3        | 0     | 0     | 4     | 4        | 15.43    | 3.86    |
| 2010년      | 한신        | 71    | 0     | 0     | 0     | 0       | 6     | 3     | 0        | 28    | .667  | 329   | 81.2  | 72       | 11       | 17    | 1    | 0     | 68       | 6     | 0     | 37    | 29       | 3.20     | 1.09    |
| 2011년      | 한신        | 23    | 0     | 0     | 0     | 0       | 1     | 2     | 0        | 6     | .333  | 97    | 21.2  | 27       | 2        | 9     | 1    | 0     | 26       | 3     | 0     | 13    | 13       | 5.40     | 1.66    |
| 2012년      | 한신        | 4     | 0     | 0     | 0     | 0       | 0     | 0     | 0        | 0     | ----  | 13    | 3.0   | 3        | 0        | 1     | 0    | 0     | 2        | 0     | 0     | 2     | 2        | 6.00     | 1.33    |
| 2013년      | 한신        | 17    | 0     | 0     | 0     | 0       | 0     | 2     | 0        | 1     | .000  | 94    | 21.0  | 17       | 2        | 13    | 1    | 1     | 14       | 0     | 0     | 15    | 13       | 5.57     | 1.48    |
| 통산 : 11년 | 통산 : 11년 | 444   | 17    | 1     | 0     | 1       | 41    | 34    | 47       | 117   | .547  | 2601  | 612.0 | 601      | 56       | 188   | 14   | 13    | 612      | 35    | 0     | 245   | 215      | 3.16     | 1.31    |

- 2013년 기준, 굵은 글씨는 시즌 최고 성적. 붉은색 글씨는 일본 프로 야구 역대 최고 성적.